# Joris Tjebbes
Joris Willem Eelco (Joris) Tjebbes (Vlissingen, 5 november 1929 – Hoogeveen, 31 juli 2001) was een Nederlands zwemmer. Tjebbes beleefde begin jaren vijftig een kortstondige, maar succesvolle, zwemcarrière. Zijn specialiteit was de vrije slag (borstcrawl).

## Biografie
In juni 1948 haalde Tjebbes, toen achttien jaar, voor het eerst de landelijke kranten met zijn winst op de 200 meter borstcrawl (in een tijd van 2.22,6) tijdens de selectiewedstrijden van de KNZB in Haarlem. "Tjebbes is dit seizoen goed op dreef", noteerde de IJmuider Courant dan ook over de zwemmer op. De Olympische Zomerspelen 1948 in Londen kwamen voor hem echter nog te vroeg.
Het jaar 1950 was sportief gezien een goed jaar voor Tjebbes. Nadat hij zowel de 100 meter als de 400 meter vrije slag op zijn naam wist te zetten bij de nationale kampioenschappen, kwalificeerde hij zich voor de Europese kampioenschappen zwemmen 1950. Daar won hij een bronzen medaille op de 100 meter vrije slag. Tevens zwom hij op 20 augustus 1950 een nieuw Nederlands record op de 100 meter vrije slag lange baan; twee maanden later, op 14 oktober 1950, verbrak hij met een tijd van 58,6 seconden het record van Kees Hoving op de 100 meter vrije slag korte baan. Hoving was sinds 1938 recordhouder en Tjebbes werd daarmee, na Hoving dus, de tweede Nederlander die de 100 meter vrije slag onder de minuut wist te zwemmen.
In 1951 won Tjebbes ook de nationale kampioenschappen op de 100 en 400 meter vrije slag; in 1952 was hij enkel de beste op de 100 meter vrije slag. Tjebbes werd in 1952 afgevaardigd om Nederland te vertegenwoordigen op de Olympische Spelen in Helsinki. Daar behaalde hij een negentiende (100 meter vrije slag) en eenentwintigste plaats (400 meter vrije slag); op beide afstanden werd hij in de halve finale uitgeschakeld. Tjebbes was in zijn actieve tijd aangesloten bij de Heemsteedse Zwem- en Poloclub. Hij vestigde vier keer een nationaal record op de korte baan en vijf keer op de lange baan.
Tot halverwege de jaren vijftig nam hij deel aan zwemwedstrijden, hoewel hij zich in die periode ook meer ging richten op zijn studie medicijnen. Na tweeëndertig jaar in Drenthe als chirurg werkzaam te zijn geweest, overleed hij in 2001 op 71-jarige leeftijd.

## Erelijst
- Europese kampioenschappen zwemmen 1950, 100 meter vrije slag, 1.00,3